# Web TV
Ne doit pas être confondu avec Télévision IP.

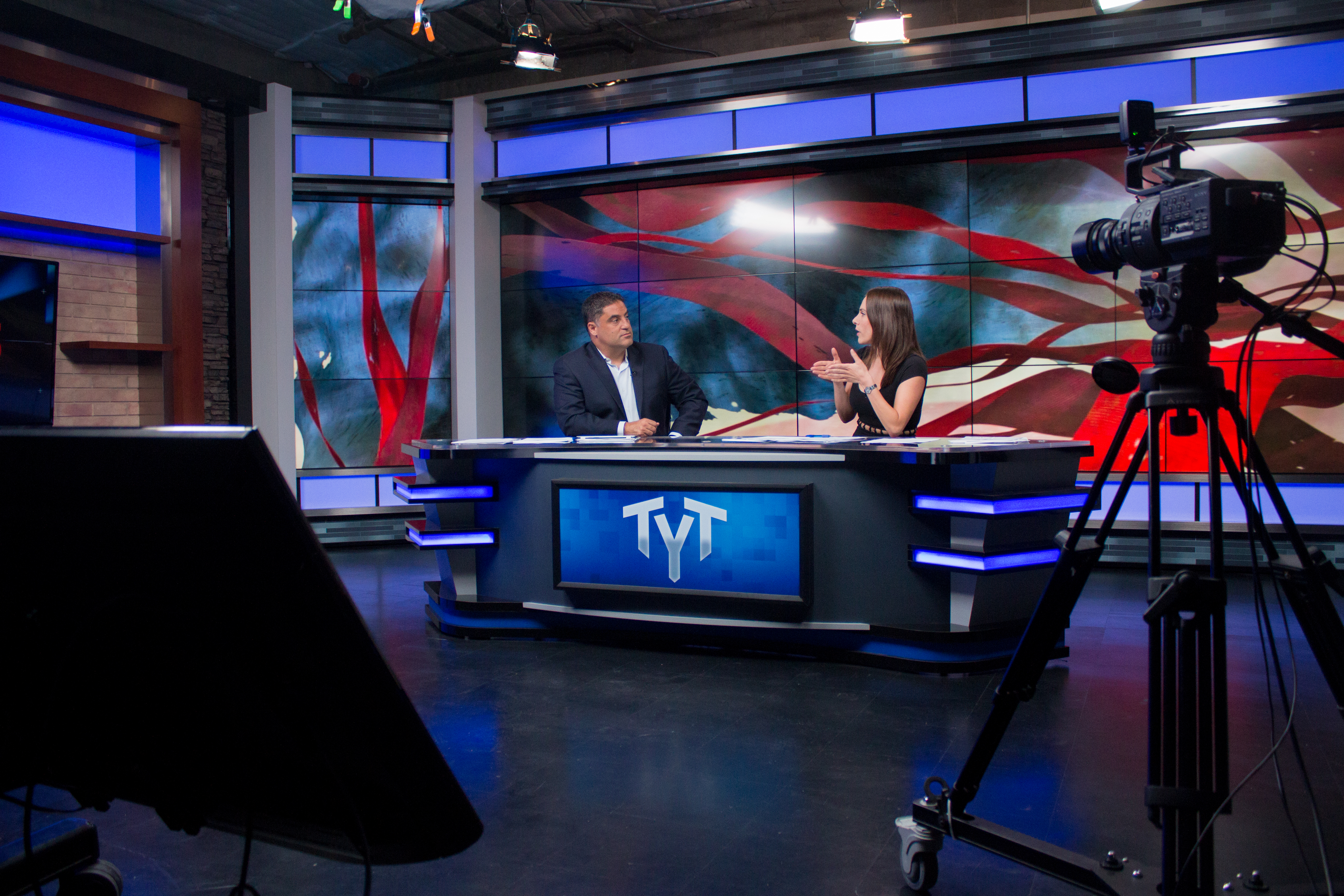
Studio de la Web TV The Young Turks

La web TV ou webtélé est la diffusion de programmes télévisuels sur le Web.
Le terme de Web TV désigne des chaînes de télévision uniquement diffusées par internet, en opposition aux chaines de télévision classiques qui peuvent être diffusées sur le web en direct ou en rattrapage télé en complément des autres modes de diffusions (câble, IPTV, satellite).

## Principe
En France, le Conseil supérieur de l'audiovisuel définit les critères des services de communication audiovisuelle pouvant être qualifiés de Web TV :
- Le service doit diffuser par une interface Web des signaux vidéo composés d'images et de sons (en opposition aux webradios).
- Les émissions diffusées doivent être reçues et visionnées simultanément par les téléspectateurs (en opposition à la vidéo à la demande).
- La web TV doit disposer d'une grille de programmes structurée, résultant de choix éditoriaux, et partagée au public à l'avance (ce qui exclut les webcaméras diffusées en direct sur internet).

## Technologie
Une Web TV utilise la technologie de lecture en continu (streaming) ou le téléchargement progressif pour diffuser ses contenus sur le Web. Les clients (utilisateurs) appellent un flux vidéo qu'ils regardent à partir de leur navigateur ou d'un lecteur multimédia.
La vidéo est compressée, convertie dans un codec spécifique, et le cas échéant placée dans un format container. Elle est alors envoyée par un logiciel serveur à des clients. Des modèles d'échange pair à pair font brièvement leur apparition, comme Joost, mais ne rencontrent pas de succès.
Les formats les plus courants à une époque ou l'autre sont Windows Media Video, QuickTime, RealVideo, Shoutcast, Ogg Theora, et Flash Video.
La technologie des Web TV est à distinguer de l’IPTV, technique de diffusion des télévisions classiques via ADSL. L'IPTV dispose d'une bande passante réservée pour sa transmission qui garantit la qualité du service à l'utilisateur, la Web TV utilise elle aussi la transmission par Internet mais sans bande passante réservée ou prioritaire.

## Histoire

### Les années 1990
En 1995, l'éditeur de logiciels RealNetworks publie pour son logiciel RealPlayer. C'est le début du streaming sur Internet, dans un premier temps limité à l'audio. Les premières webradio apparaissent alors. L'un des premiers événements à avoir été retransmis en audio sur InterNet est un match de baseball entre les New York Yankees et Seattle Mariners le 5 septembre 1995.
En juin 1996, Thomas Daubresse et Emmanuel Faure d'Imaginet ont retransmis en direct (son direct avec RealAudio + une webcam et un logiciel maison pour les images) avec une machine baptisée l'Internet Video Mobile une rave partie se déroulant en France près d'Étampes et réunissant 7 000 personnes, la connexion était assurée grâce à une ligne téléphonique se trouvant dans une cabane et 50 m de câble enterrés sous le plancher de danse. D'autres événements seront également retransmis, comme en octobre de la même année une vente aux enchères d'une œuvre virtuelle[Laquelle ?] de Fred Forest à l'Hôtel Drouot.
Fin 1997, le streaming video et les premiers bouquet de chaines apparaissent en France, Canal Web fondée par Jacques Rosselin, Progress TV créée par Jean-François Réveillard dès juin 97 et Empreinte Multimédia fondé en 1994 par François Caron ; cette même année RealNetworks lance un format propriétaire, Real Video, qui gagnera très vite en popularité pour être utilisé dans les années 2000.
Des contenus variés apparaissent, comme des vidéos de formation continue, des séquences d'actualité, de la musique, des diffusions scientifiques, des télévisions d'entreprise sur internet.

### Les années 2000
En 2005, les sites communautaires, comme YouTube (créé le 14 février 2005) et DailyMotion (créé le 15 mars 2005) font leur apparition, permettant à tout internaute de téléverser et partager une vidéo, de naviguer dans le contenu existant et de laisser des commentaires. Le contenu n'est plus produit, mais directement généré par les utilisateurs. Ces sites remportent un succès croissant, les vidéos les plus populaires atteignant dès lors des centaines de milliers de vues.

### Les années 2010
Les chaînes de télévision traditionnelles proposent des contenus de vidéo à la demande, tandis que les sites communautaires continuent à prendre de l'ampleur.
De nombreuses chaînes apparaissent, tant sur les sites communautaires sous la forme de contenu similaire à un blog vidéo, que sur les sites web de chaînes traditionnelles qui offrent un contenu supplémentaire, que sur des chaînes créées indépendamment et n'existant que sur le Web. À titre d'exemple, l'OTAN lance ainsi NATO TV Channel.
Les Web TV se sont littéralement développées sur Internet. Avec le fort développement de la consultation de la télévision sur les mobiles (smartphones, tablettes...) les chaines de télévision locales se sont aussi approprié ce moyen de diffusion. Les chaines dites « classiques » (hertziennes, sur la TNT ou sur le câble) s’intéressent aussi à ce moyen de diffusion en créant des plateformes de replay.
Certaines Web TV populaires sont centrées autour du jeu vidéo, et proposent des contenus variés sur des plateformes telles que Twitch. Ainsi, on a pu voir l'apparition et la popularisation de Web TV autour du jeu vidéo telles que Eclypsia, Millenium, O'gaming ou encore LeStream.

## Conventionnement par le Conseil supérieur de l'audiovisuel français
Au début des années 2010, le CSA français (actuellement nommé Arcom) a mis en place un conventionnement pour les Web TV qui le souhaitent . Celles ci doivent répondre aux mêmes règles et obligations légales que les chaînes de télévision classique afin d'être légalement considérées comme des diffuseurs audiovisuels.